# Десять років без права листування (фільм)
«Десять років без права листування» — радянський художній фільм-драма, знятий в 1990 році за участю західнонімецьких кінематографістів. Постановка Володимира Наумова. Знята за мотивами другої частини роману Олександра Кабакова «Підхід Крістаповича».

## Сюжет
Вночі приходять і заарештовують батька хлопчика Михайла. Той встигає надписати фотографію людини, яка написала донос і залишає її синові. Після закінчення війни відставний капітан Михайло з'являється в Москві і знаходить своїх друзів. Він повідомляє їм, що збирається помститися Зав'ялову — «Лисому», це саме той високопоставлений апаратник, за доносом якого в 1937 році був розстріляний його батько. Незабаром він з'ясовує, що подати на Зав'ялова до суду неможливо, і вирішує його вбити. Зав'ялов живе в «Будинку уряду» в квартирі, в якій колись жила родина Михайла. Михайло проводить час з подругою дитинства Ніною, яка працює співачкою в невеликому ресторані. Інший друг дитинства Михайла, двірник і син двірника Коля «Татарин» живе в невеликій квартирі на даху будинку з молодою жінкою Фаєю. Коли Михайло залишається у нього ночувати, вони обговорюють можливість вбивства Зав'ялова, і Коля відмовляється в цьому брати участь, але обіцяє допомогти. Зав'ялов відчуває якусь небезпеку, і дає вказівку наближеним налякати Михайла, не знаючи, чий той син. Вони влаштовують бійку, але змінити його намір не вдається. Під час похорону Калініна Фаю помічає Берія і дає вказівку своєму особистому помічнику доставити її до нього. Той викрадає Фаю на ковзанці, але та напивається і починає ображати Берію, після чого той наказує повернути її додому. Це викрадення прискорює події: друзі перехоплюють машину з Фаєю, роззброюють і принижують помічників Берії. Відразу після цього Михайло і його друзі приходять додому до Зав'ялова. Він дозволяє Зав'ялову викликати співробітників органів внутрішніх справ, вбиває його і залишається чекати співробітників, яких той встиг викликати по телефону. Коля йде, потім повертається до друга. Фільм містить в собі елементи фантасмагорії, зокрема, частина подій відбувається в великих підземеллях під «Будинком уряду» і в метро. Там — своє «підземна життя», політичні демонстрації, філософи-відлюдники й інше.

## У ролях
- Борис Щербаков —  Михайло
- Наталія Бєлохвостікова —  Ніна
- Олександр Панкратов-Чорний —  Коля «Татарин», двірник
- Віра Сотникова —  Фаїна, дружина Колі
- Олександр Яковлєв —  Юра Ширяєв, колишній чекіст
- Євген Євстигнєєв —  Ісай Львович, професор
- Ігор Кашинцев —  Степан Никифорович Зав'ялов, «стукач»
- Ян Янакієв —  Лаврентій Берія
- Валентин Голубенко —  Саркісов, водій Берії
- Павло Морозенко —  батько Михайла
- Володимир Романовський —  Микита Хрущов
- Павло Махотін —  Микола Булганін
- Георгій Саакян —  Йосип Сталін
- Юрій Рудченко —  Георгій Маленков
- Варвара Сошальська-Розаліон —  юрист
- Дарина Фекленко —  дівчина, танцююча «Ріо-Ріту» в парі з Берією
- Валентин Брилєєв —  капітан
- Ігор Кусакін —  Міша в дитинстві
- Раміль Сяміуллін —  Коля в дитинстві

## Знімальна група
- Режисер — Володимир Наумов
- Сценаристи — Володимир Наумов, Олександр Кабаков
- Оператори — Валентин Железняков, Олександр Мурса
- Композитор — Олександр Флярковський
- Художник — Євген Черняєв